# Arnstein, Franconia Inferioară
Arnstein este un oraș din Franconia Inferioară, landul Bavaria, Germania.

## Galerie de imagini

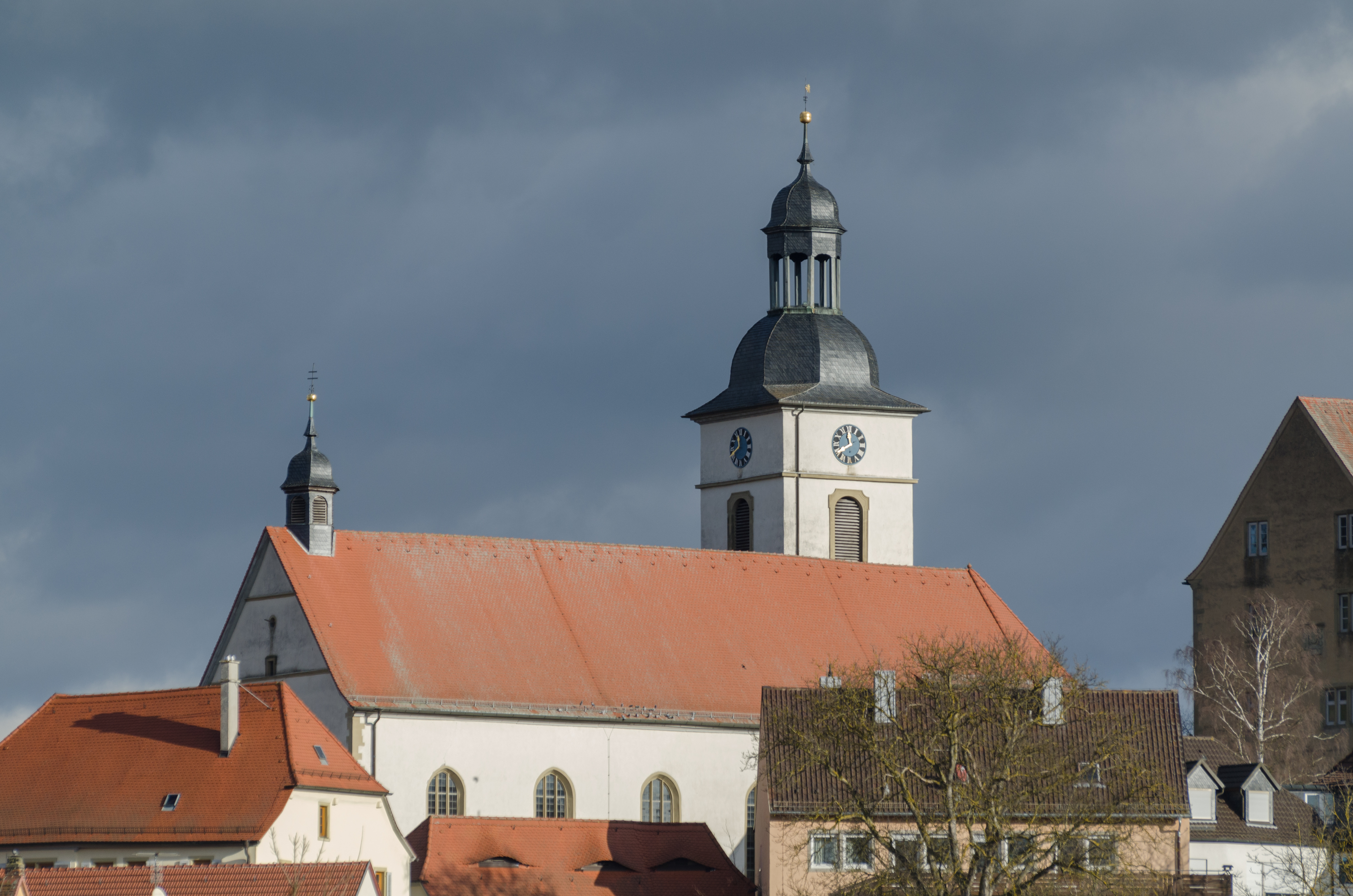
Biserica Sf. Nicolae din Arnstein